# Les Belleville
Les Belleville ist eine französische Gemeinde mit 3.488 Einwohnern (Stand: 1. Januar 2022) im Département Savoie in der Region Auvergne-Rhône-Alpes. Sie gehört zum Arrondissement Albertville und zum Kanton Moûtiers.
Zum 1. Januar 2016 wurde Les Belleville als Commune nouvelle aus den bis dahin eigenständigen Kommunen Saint-Martin-de-Belleville und Villarlurin gebildet. Am 1. Januar 2019 wurde die dahin eigenständige Kommune Saint-Jean-de-Belleville eingemeindet und haben in der neuen Gemeinde den Status einer Commune déléguée. Der Verwaltungssitz befindet sich im Ort Saint-Martin-de-Belleville.

## Gliederung
| Ortsteil                                       | ehemaliger INSEE-Code | Fläche (km²) | Einwohnerzahl (2016) |
| ---------------------------------------------- | --------------------- | ------------ | -------------------- |
| Saint-Jean-de-Belleville (seit 2019)           | 73244                 | 059,60       | .0561                |
| Saint-Martin-de-Belleville (Verwaltungssitz)00 | 73257                 | 161,79       | 2.613                |
| Villarlurin                                    | 73321                 | 005,45       | .0314                |

## Geographische Lage
Les Belleville liegt rund 35 Kilometer südsüdöstlich von Albertville in der Tarentaise. Im Gemeindegebiet entspringt der Doron de Belleville. Umgeben wird Les Belleville von den Nachbargemeinden Grand-Aigueblanche, Salins-Fontaine im Norden, Brides-les-Bains im Nordosten, Les Allues im Osten, Modane im Südosten, Orelle und Saint-Michel-de-Maurienne im Süden, Saint-Martin-de-la-Porte im Süden und Südwesten, Saint-Julien-Mont-Denis im Südwesten sowie La Tour-en-Maurienne im Westen und Südwesten.

## Sehenswürdigkeiten
- Kapelle de Notre-Dame de la Vie, Monument historique
- Mühle Le Burdin
- Alpenhütte La Chasse

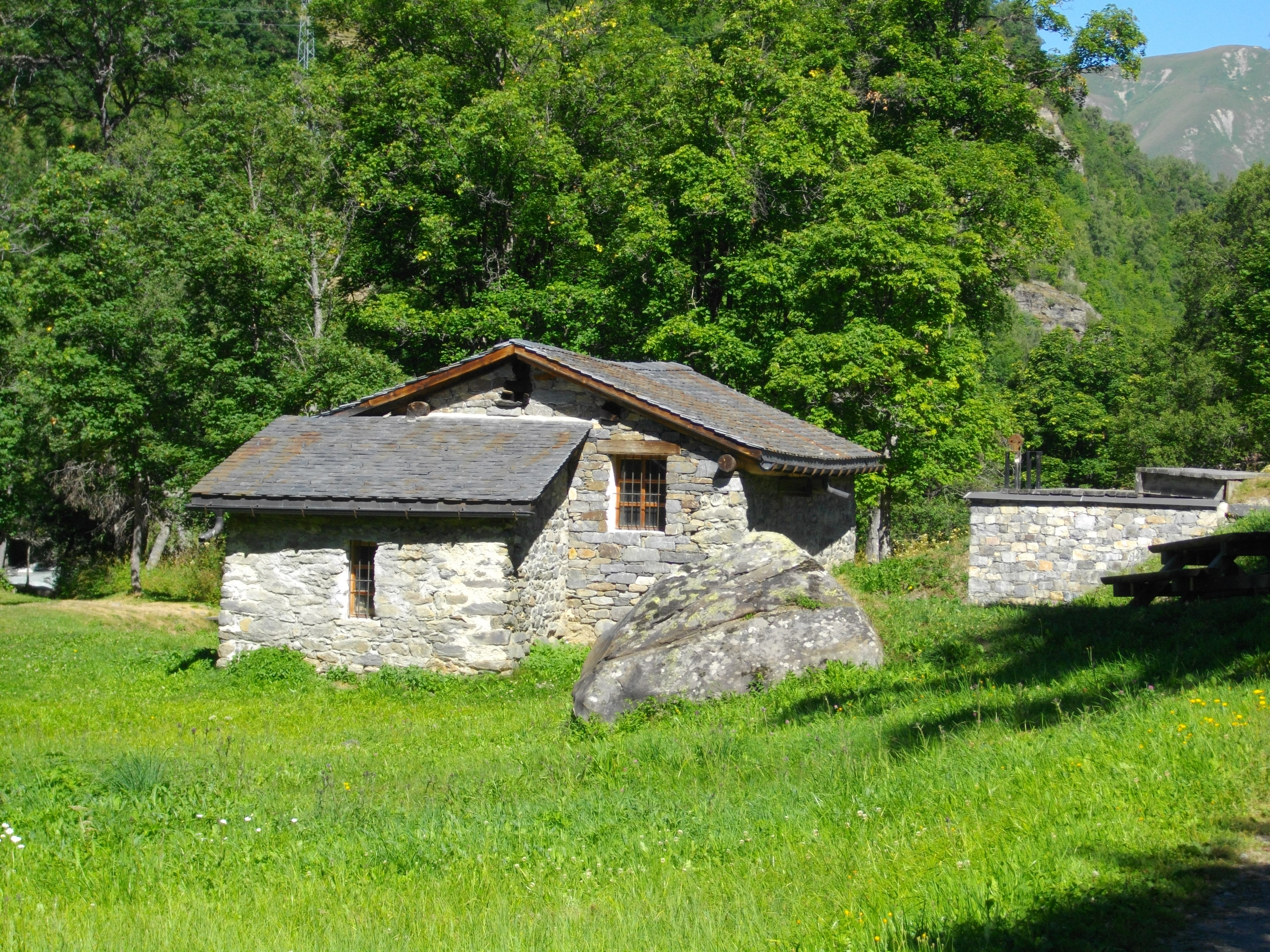
Wassermühle Le Burdin
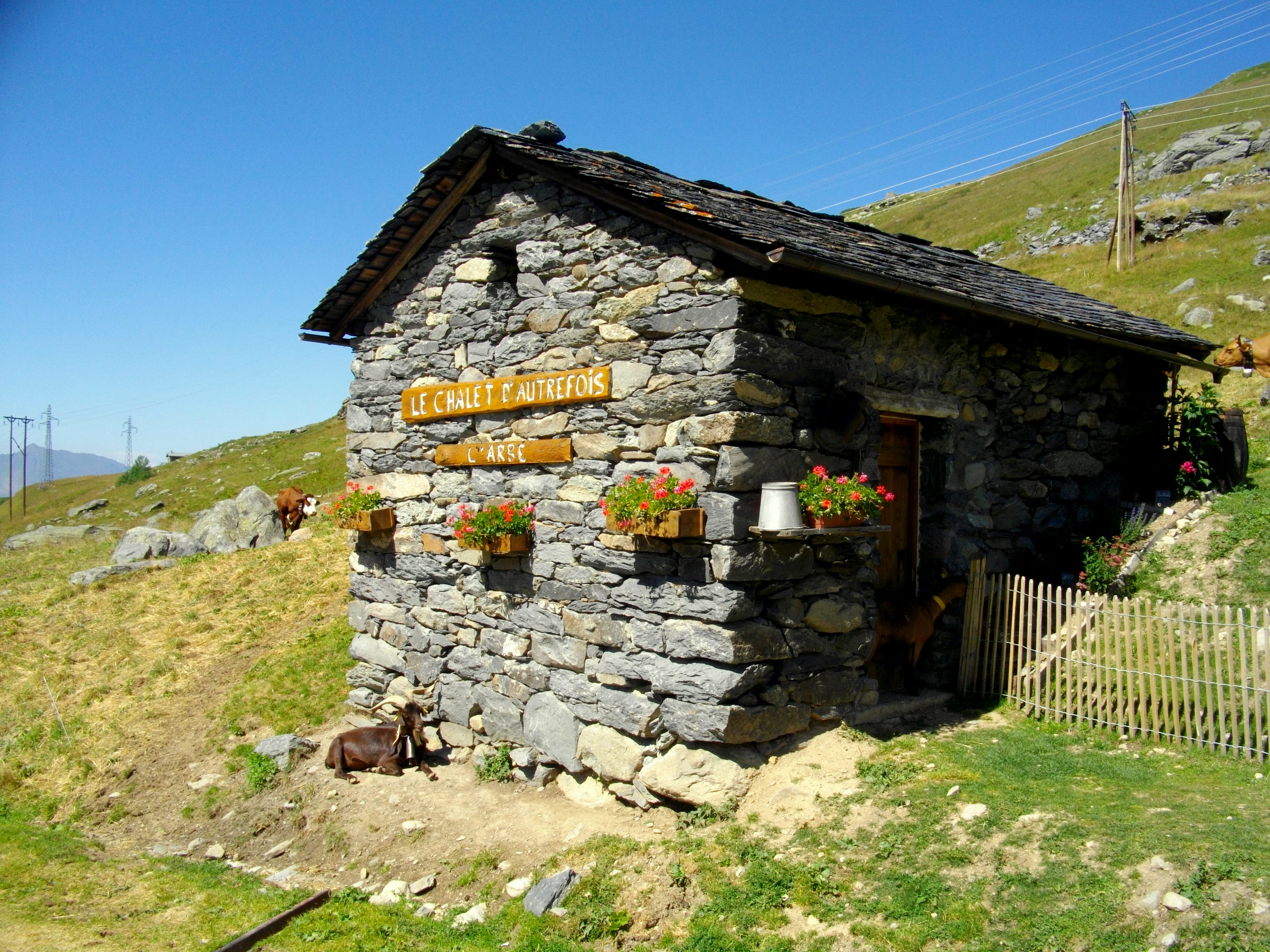
La Chasse

## Persönlichkeiten
- Joseph Fontanet (1921–1980), Politiker, Bürgermeister von Saint-Martin-de-Belleville (1965–1977)
- Mélanie Suchet (* 1976), Super G-Skifahrerin
- Vincent Jay (* 1985), Biathlet